# Nef
Nef byla obchodní nebo válečná loď, která byla používána v 13. století v Anglii a Francii. Její konstrukce vychází z vikinských lodí.
Plavidlo mělo ploché dno a ponor okolo dvou metrů, což umožňovalo plavbu v mělčích pobřežních vodách a v ústí řek. Trup dosahoval délky 30 metrů a šířka tvořila asi čtvrtinu délky. Příď i záď měly stejně zaoblený tvar a na zádi bylo boční kormidelní veslo. Loď byla poháněna především veslaři, jejichž počet byl však nižší než například u dromónu. Měl jen jeden stěžeň na kterém visela jednoduchá příčná plachta.
Na přídi a zádi měl vyvýšené nástavby se střeleckými stanovišti pro lučištníky, kteří při boji obsadili i strážní koš. Při boji se loď snažila přirazit k boku protivníka, který pak byl zahákován a na jeho palubu zaútočili ozbrojení námořníci.